# Gustav von Vaerst (General)

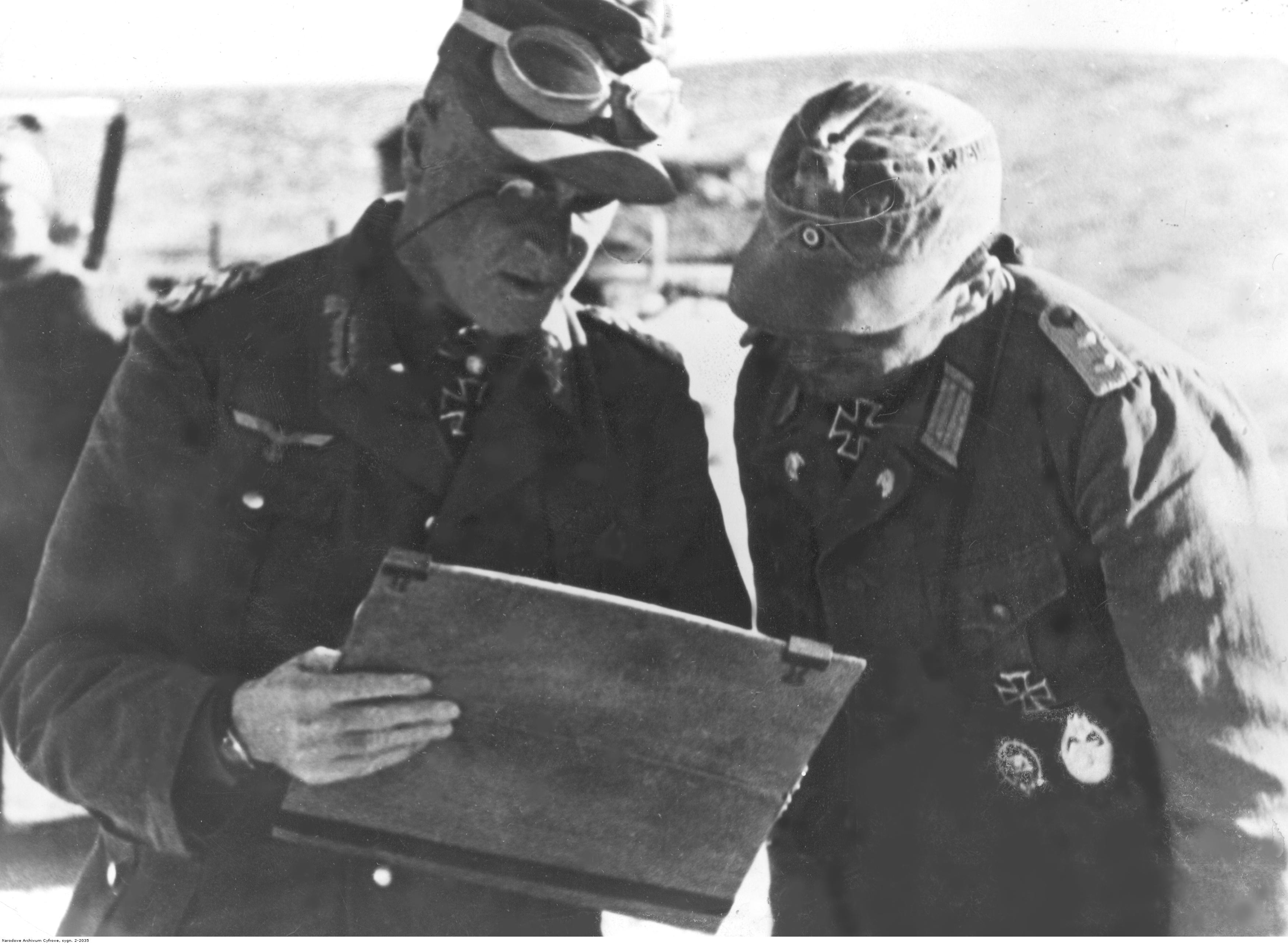
Gustav von Vaerst (links) mit einem anderen Offizier, Februar 1942

Gustav Fritz Julius von Vaerst (* 19. April 1894 in Meiningen; † 10. Oktober 1975 in Stockheim) war ein deutscher General der Panzertruppe im Zweiten Weltkrieg.

## Leben
Vaerst entstammte dem alten westfälischen Adelsgeschlecht Vaerst. Er war der Sohn des Meininger Landestierarztes und späteren Münchener Universitätsprofessors Gustav von Vaerst und dessen Ehefrau Emmeline, geborene Hack. Seine Schulbildung erhielt er von 1903 bis 1908 zunächst in Meiningen, wo er bis 1907 das Gymnasium Bernhardinum und bis Juli 1908 das Realgymnasium besuchte. Danach wechselte er an ein Münchener Realgymnasium, wo er im Juli 1912 sein Abitur machte. Am 15. Juli 1912 trat er als Fahnenjunker in das Husaren-Regiment „Landgraf Friedrich II. von Hessen-Homburg“ (2. Kurhessisches) Nr. 14 in Kassel ein. Am 18. Februar 1914 erhielt er, rückwirkend zum 18. Februar 1912, sein Offizierspatent als Leutnant.

### Erster Weltkrieg
Im Ersten Weltkrieg war Vaerst ab dem 3. August 1914 mit diesem Regiment auf den Kriegsschauplätzen in Frankreich, Belgien, Russland und Rumänien eingesetzt. Er diente in der 22. Kavallerie-Brigade zunächst als Zugführer, später als Eskadronführer und ab 1916 als Regimentsadjutant. Vaerst avancierte im Jahr darauf zum Oberleutnant und wurde während des Krieges mit beiden Klassen des Eisernen Kreuzes, dem Kreuz für treue Dienste sowie dem Sachsen-Meiningischen Kreuz für Verdienste im Kriege ausgezeichnet.
Nach Kriegsende kehrte er Ende 1918 mit seinem Verband in die Heimat zurück und schloss sich nach der Demobilisierung 1919 dem Hessisch-Waldeckschen Freikorps an. Mit diesem Freikorps ging er als Führer der 2. Eskadron nach Schlesien.

### Zwischen den Weltkriegen
Beim Aufbau der Vorläufigen Reichswehr wurde er im November 1919 als Eskadronführer in das Reiter-Regiment 16 übernommen. Von 1921 bis 1922 erhielt er die Führergehilfenausbildung, diente anschließend bei verschiedenen Truppenteilen und stieg 1924 zum Rittmeister auf. 1930 wurde Vaerst als Erster Generalstabsoffizier (Ia) in den Stab der 1. Kavallerie-Division in Frankfurt (Oder) versetzt. Nach der Machtergreifung der Nationalsozialisten wurde er im Frühjahr 1933 als Taktiklehrer an die Kavallerieschule Hannover, später an die Kriegsschule Hannover berufen. Am 1. Februar 1934 wurde er zum Major befördert, Anfang 1935 als Bataillonskommandeur zum Schützen-Regiment 2 der 2. Panzer-Division nach Meiningen versetzt und im August 1936 zum Oberstleutnant befördert. Nach dem Anschluss Österreichs an das Deutsche Reich 1938 wurde die 2. Panzer-Division nach Wien verlegt. Vaerst wurde am 20. Januar 1938 Regimentskommandeur des Schützen-Regiments 2 und am 1. März 1939 zum Oberst befördert.

### Zweiter Weltkrieg
Mit Beginn des Zweiten Weltkrieges wurde Vaerst Kommandeur der 2. Schützen-Brigade der 2. Panzer-Division. Er kommandierte diese 1939 beim Überfall auf Polen und 1940 gegen Frankreich. Für seinen Einsatz bei der Eroberung von Boulogne wurde Vaerst am 30. Juli 1940 mit dem Ritterkreuz des Eisernen Kreuzes ausgezeichnet. Mit seiner Brigade nahm Vaerst 1941 am Feldzug gegen Jugoslawien und Griechenland teil und war maßgeblich an der Einnahme von Thessaloniki und der Kapitulation der dortigen griechischen Streitkräfte beteiligt. Zum 1. Juni 1941 wurde Vaerst als Truppenkommandeur abgelöst und zum stellvertretenden Kommandeur der Kavallerieschule Krampnitz bei Potsdam berufen. Am 1. September 1941 erfolgte seine Ernennung zum Generalmajor.
Nachdem der Kommandeur der 15. Panzer-Division, Generalmajor Walter Neumann-Silkow, am 7. Dezember 1941 auf dem nordafrikanischen Kriegsschauplatz gefallen war, wurde Vaerst zum neuen Divisionskommandeur berufen und nach Nordafrika abkommandiert. Er traf am 17. Dezember 1941 beim Deutschen Afrikakorps ein und übernahm das Kommando über seine Division. Er führte sie in den Kämpfen gegen die britischen und mit ihnen verbündeten Streitkräfte bis zu seiner Verwundung am 28. Mai 1942 bei Got el Ualeb. Nach seiner Genesung kehrte Vaerst im August 1942 als Kommandeur zu seiner Division an die Front zurück. Als während der deutsch-italienischen Offensive gegen El Alamein der Kommandierende General des Deutschen Afrikakorps, General der Panzertruppe Walther Nehring, schwer verwundet ausfiel, übernahm Vaerst auf Befehl von Generalfeldmarschall Erwin Rommel am 31. August 1942 für einige Tage als Vertreter des Kommandierenden Generals das Kommando über das Deutsche Afrikakorps. Nach der Ernennung von General Wilhelm Ritter von Thoma zum Kommandierenden General des Afrikakorps, kehrte Vaerst zu seiner Division zurück. Mit Beginn der britischen Offensive am 23. Oktober 1942 setzte der Rückzug der deutschen und italienischen Truppen ein. 
Ende November 1942 erkrankte Vaerst schwer und musste nach Deutschland zurücktransportiert werden. Am 1. Dezember 1942 wurde er zum Generalleutnant und im März 1943 zum General der Panzertruppe befördert. Da Generaloberst Hans-Jürgen von Arnim, nach der Abberufung Rommels, den Oberbefehl über die deutsche Heeresgruppe Afrika übernommen hatte, wurde Vaerst, inzwischen wieder geheilt, an dessen Stelle Befehlshaber der 5. Panzerarmee, die nun in Tunesien stand. Obwohl er sich der Ausweglosigkeit seiner Situation bewusst war, nahm er den weiteren Tod deutscher und alliierter Soldaten in Kauf und zog sich, gegen britische und US-amerikanische Truppen kämpfend, mit den Resten seiner Truppen bis an die tunesische Küste zurück und kapitulierte schließlich erst am 9. Mai 1943 bei Porto Farina, in der Nähe von Bizerta. Vaerst begab sich in Gefangenschaft und kam zunächst in ein Kriegsgefangenenlager in den USA. Später wurde er an Großbritannien überstellt.

### Nachkriegszeit
1947 wurde Vaerst aus britischer Gefangenschaft nach Deutschland entlassen. Er lebte nach seiner Rückkehr aus der Gefangenschaft zurückgezogen als Rentner auf dem verbliebenen unterfränkischen Familienbesitz in Stockheim bei Mellrichstadt.
Vaerst war seit dem 30. August 1925 mit Astor Freiin von Swaine verheiratet und hatte einen Sohn und drei Töchter.
Er war maßgeblich am Wiederaufbau des Roten Kreuzes in Stockheim beteiligt.